# ランスロット・ロイル
ランスロット・ロイル（Sir Lancelot Carrington Royle、1898年5月31日 - 1978年6月19日）は、イギリスの陸上競技選手。実業家。1924年パリオリンピックの銀メダリストである。

## 経歴
ロイルは、1898年、ロンドン郊外のスタンモアで誕生。父親は有名なクリケット選手のバーノン・ロイルである。1916年にハーロー校を卒業後、英国陸軍に入隊。第一次世界大戦ではフランス戦線に参加。終戦までその地にとどまった。
戦後も陸軍に残留し、ここで持ち前の運動能力を高めていく機会を得た。ロイルは非常に優れたスプリンターで、ハロルド・エイブラハムスやエリック・リデルといった、映画「炎のランナー」でも描写された当時の有名な選手とも何度も対戦したことがある。英国陸軍の大会では、1920年、1921年と勝利。1921年には陸軍で中尉に昇進。
1924年には、パリオリンピックに出場。4×100mリレーではエイブラハムスと、ウォルター・レンジリー、ウィリアム・ニコルとともに、アメリカに次いで銀メダルを獲得。ロイルは200mも非常に強い選手であったが、エントリーしなかった。
引退後は、小売業の経営者として活躍した。